# STS-51-G
A STS 51-G foi a décima oitava missão a utilizar um ônibus espacial e o quinto voo do Discovery. Foi a primeira ida ao espaço de um astronauta saudita, Sultan Salman Al-Saud, integrando a tripulação como especialista de carga.

## Tripulação
| Posição                  | Astronautas           |
| ------------------------ | --------------------- |
| Comandante               | Daniel Brandenstein   |
| Piloto                   | John Creighton        |
| Especialista de missão 1 | John Fabian           |
| Especialista de missão 2 | Steven Nagel          |
| Especialista de missão 3 | Shannon Lucid         |
| Especialista de carga 1  | Patrick Baudry        |
| Especialista de carga 2  | Sultan Salman Al-Saud |

## Parâmetros da missão
- Massa:
  - Decolagem:  116 310 kg
  - Aterrissagem:  92 607 kg
  - Carga:  20 174 kg
- Perigeu: 358 km
- Apogeu: 369 km
- Inclinação: 28.5°
- Período: 91,8 min

## Hora de acordar
- 2° Dia: Rebola, Bola, de Carmem Miranda e o Bando da Lua (primeira canção não-inglesa no espaço, e primeira brasileira a ser tocada fora da Terra.)
- 3° Dia: Garry's Boy, de Spike Jones.
- 4° Dia: Nice Work If You Can Get It, de Fred Astaire.
- 5° Dia: Ludlow Massacre, de Woody Guthrie.
- 6° Dia: Bei Mir Bistu Shein, do grupo Andrews Sisters.
- 7° Dia: Fly Me to the Moon, de Frank Sinatra.

## Pontos altos da missão
A Discovery decolou da rampa de lançamento A, Complexo de lançamento 39, no Centro Espacial Kennedy, às 7h33 EDT de 17 de Junho de 1985. Os maiores itens no compartimento de carga eram três satélites de comunicações. Também voou nesta missão o Spartan 101-F1 recuperável, seis pacotes Getaway Special, um High Precision Tracking  Experiment (HPTE) para a Iniciativa de Defesa Estratégica ("Star Wars"), um forno de processamento de materiais, e experimentos biomédicos franceses. Todos os três satélites foram lançados com sucesso e se tornaram operacionais. Seus motores PAM-D de perigeu dispararam e todos alcançaram sua órbita geossíncrona, aonde eles executaram operações de checagem. O Spartan 1 foi lançado e recuperado. Todos os experimentos foram realizados com sucesso. A Discovery aterrissou no Edwards AFB às 9h12 EDT de 24 de Junho de 1985, após uma missão com duração de 7 dias, 1 hora e 39 minutos.
Os membros do grupo eram Daniel C. Brandenstein, comandante; John O. Creighton, piloto; Shannon W. Lucid, Steven R. Nagel, e John M. Fabian, especialista da missão; e Patrick Baudry, e Prince Sultan Salman Al-Saud, especialista da carga. Lançaram o Arabsat 1B (Arab Satellite Communications Organization); o Morelos I (México); e o Telstar 3-D (AT&T). Todos os três utilizavam estágios propulsores PAM-D para atingir suas órbitas geossíncronas de transferência após o lançamento da Discovery. A duas naves posteriores são variantes da série HS-376 de satélites estabilizados por giro. Ambos usam o motor Morton Thiokol Star 48 para circularizar a órbita e se alinhar com o equador no perigeu. O Morelos I provia 12 canais operando na banda C e 6 canais operando na banda Ku. Ele podia prover programas de televisão comerciais e educacionais, serviços de telefone e fax, e serviços de transmissão de informações e negócios para as partes mais remotas do México. O Telstar 3-D operava apenas na banda C e tinha 24 canais funcionando. Usando sua tecnologia single sideband única, um Telstar pode retransmitir cerca de 86 400 ligações telefônicas de two-way. Ambas as naves espaciais tem cerca de 22 pés (6.7 m) de altura e 7 pés (2.1 m) de comprimento quando lançadas, e tem uma massa de cerca de 1,450 lb (658 kg) quando operacionais.
O satélite Arabsat 1 foi construído por uma equipe internacional da Aerospatiale of France. Ele é uma nave espacial estabilizada de três eixo com duas asas contendo painéis solares liberáveis, o deixando com cerca de 68 pés (20,7 m) de comprimento e mais de 18 pés (5,5 m) de largura quando em órbita. Ele pesa cerca de 2 800 libras (1 270 kg) em sua órbita inicial, porém cerca de 1 490 libras (676 kg) são constituídas por propelentes. O satélite possui motores de baixa propulsão a bordo que utilizam hidrazina e tetróxido de nitrogênio, se transferindo de sua órbita elíptica inicial para uma órbita geossíncrona disparando este motor. O propelente restante é então utilizado para a manutenção da altitude ou para as movimentações durante a vida útil do satélite.
O Spartan 1 media 126 por 42 por 48 polegadas (3,2 por 1,1 por 1,2 m), e pesava 2 223 lb (1 008 kg). O Spartan era um transportador, designado para ser lançado do ônibus espacial e voar livre no espaço antes de ser recuperado. Ele incluía 300 lb (136 kg) de experimentos no campo da astronomia. Ele foi lançado e operado com sucesso, independente do veículo, antes de ser recuperado.
O forno de materiais, os experimentos biomédicos franceses, e seis experimentos Getaway Special foram todos realizados com sucesso, apesar de o GO34 Getaway Special ter se desligado prematuramente. A Iniciativa de Defesa Estratégica falhou durante sua primeira tentativa na órbita 37 porque o orbitador não estava na altitude correta. Ela foi completada com sucesso na órbita 64.

## Galeria

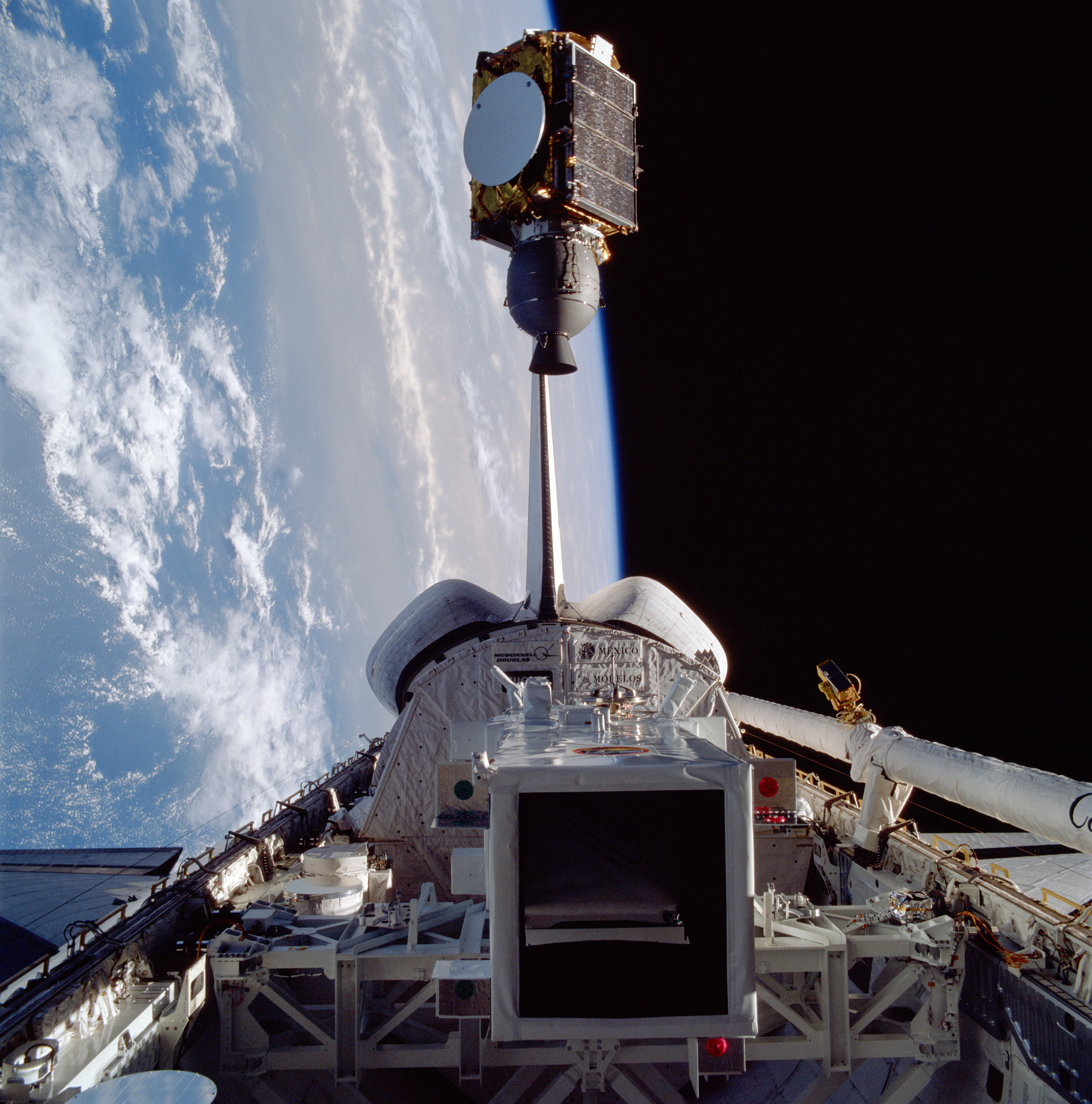
Arabsat-1B sendo lançado
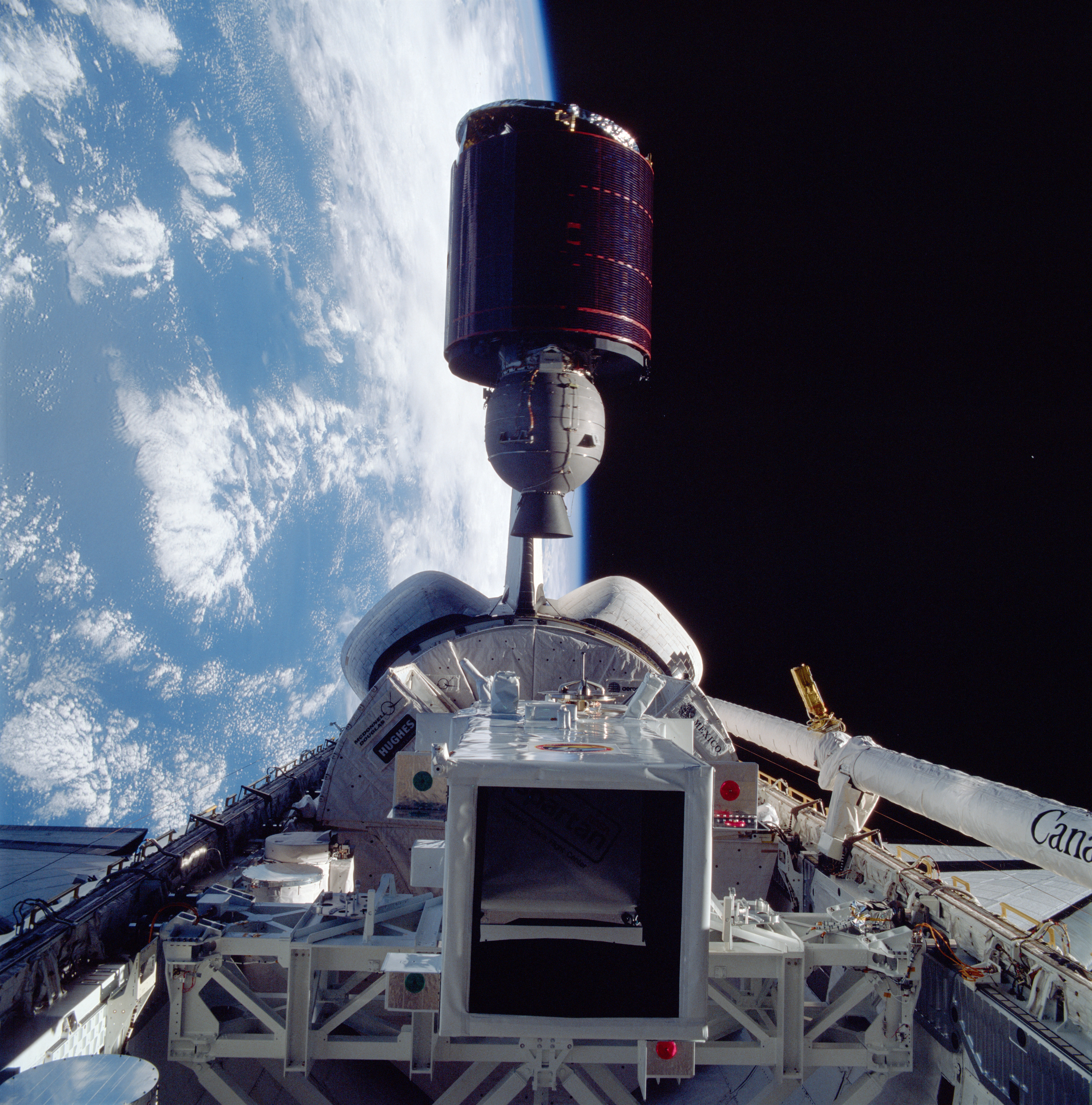
Morelos I sendo lançado
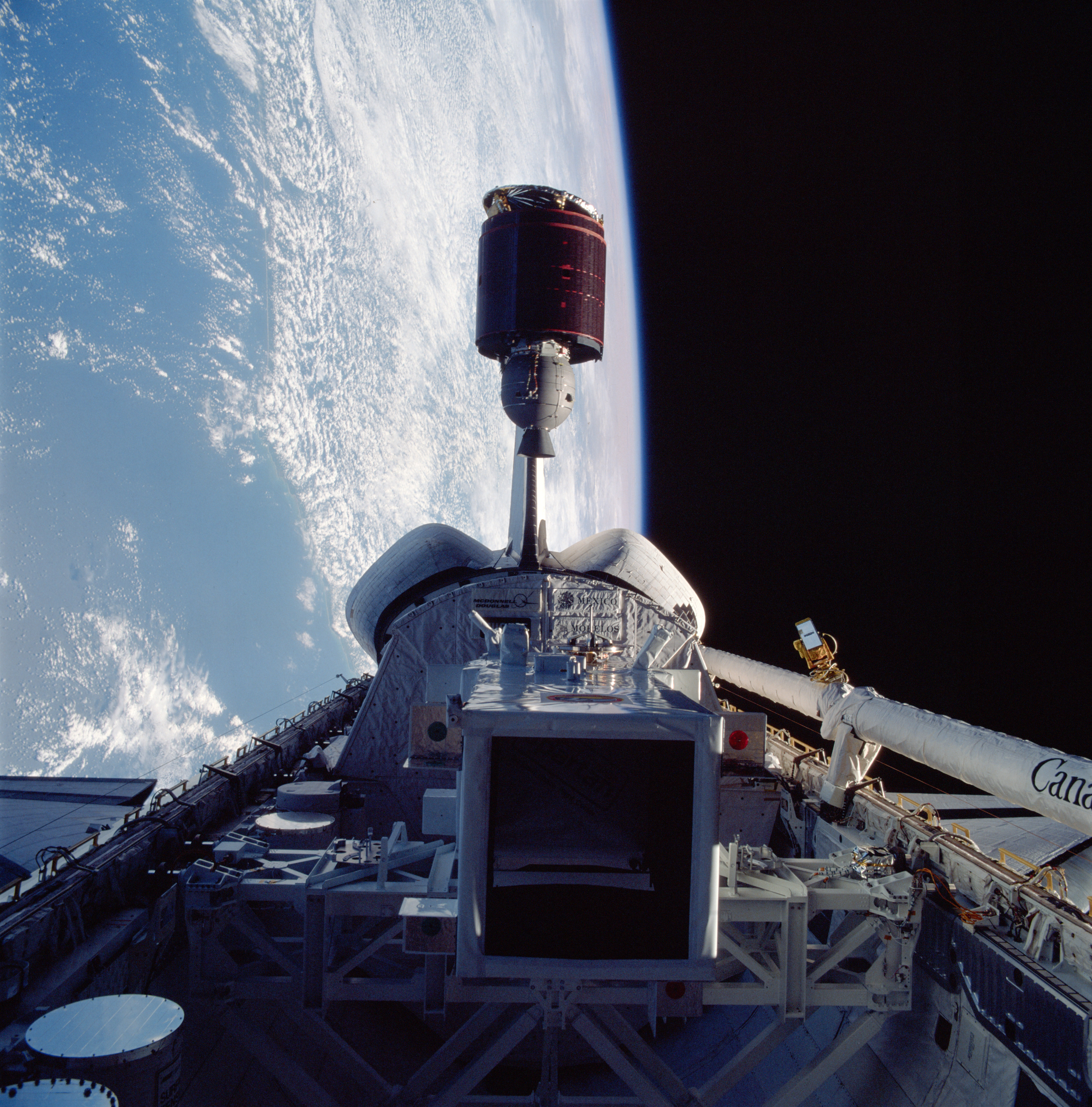
Telstar 3D sendo lançado
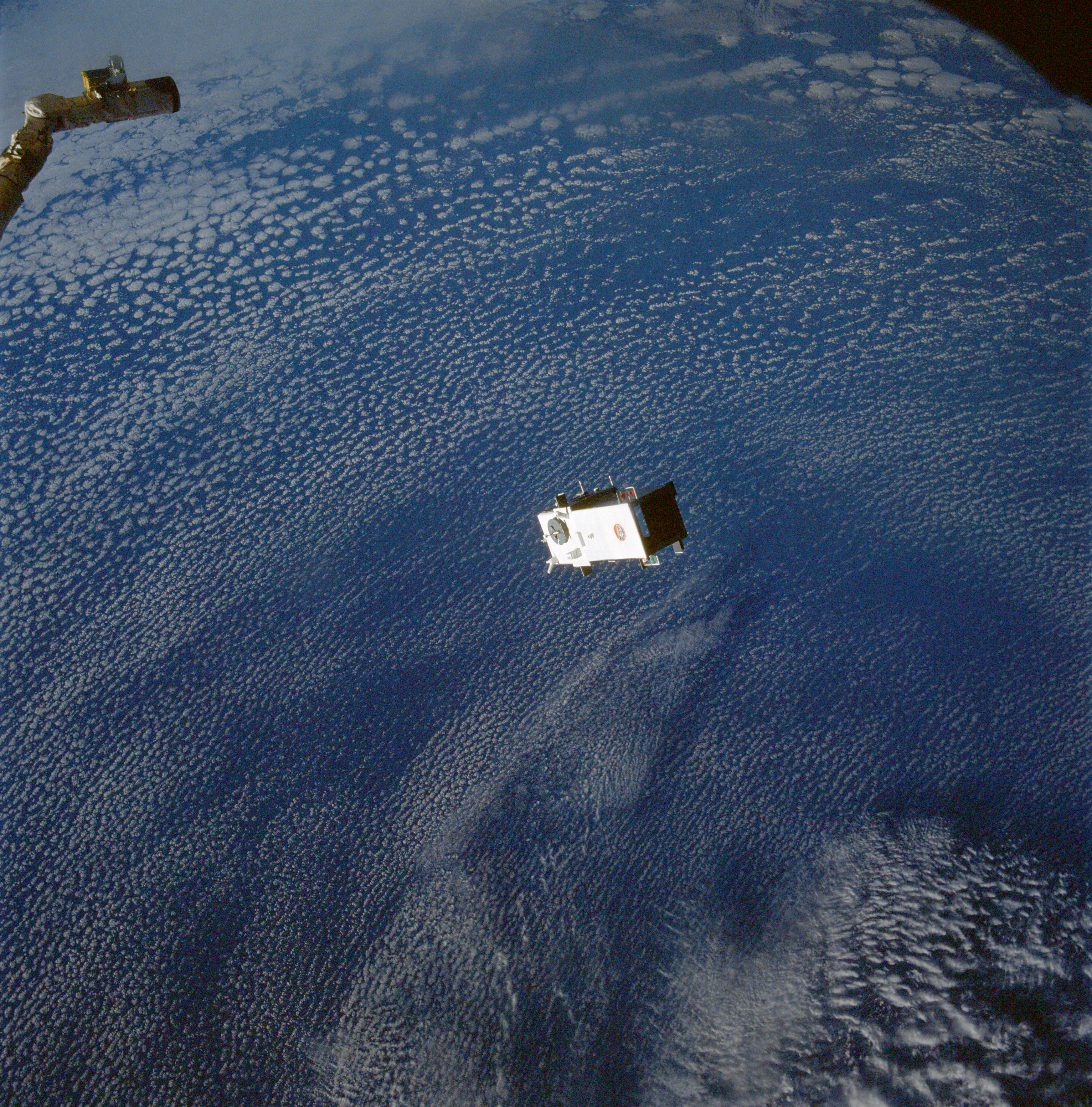
Spartan 1 após lançamento